# 1951 a sportban
1951 főbb sporteseményei a következők voltak:
- március 15. – május 11. – A sakkvilágbajnoki döntő párosmérkőzése Moszkvában Mihail Botvinnik és David Bronstejn között. A 12–12-es eredménnyel Botvinnik megvédte világbajnoki címét.
- A Formula–1-es világbajnokságot Juan Manuel Fangio nyeri Alberto Ascari előtt.
- Vívó-világbajnokság Stockholmban. Elek Ilona és a magyar férfi kardcsapat aranyérmet nyer.
- Ökölvívó-Európa-bajnokság Milánóban. Papp László nagyváltósúlyban Európa-bajnoki címet nyer.
- Főiskolai világbajnokság Berlinben. A magyar csapat 40 arany-, 35 ezüst- és 21 bronzérmet nyer.
- Magyar labdarúgó-bajnokság: első helyezett MTK-VM.

## Születések
- ? – Papa Camara, guineai labdarúgó, edző, szövetségi kapitány († 2018)
- január 2. – Waldir Peres, világbajnoki bronzérmes brazil válogatott labdarúgó, kapus, edző († 2017)
- január 3. – Carlos Barisio, argentin labdarúgó († 2020)
- február 1. – Ken Baird, kanadai jégkorongozó († 2016)
- február 5. – Rubén Cano, spanyol válogatott labdarúgó
- február 6. – Marco Antônio, világbajnok brazil válogatott labdarúgó
- február 19. – Kurt Stendal, válogatott dán labdarúgó, középpályás († 2019)
- március 4. – Kenny Dalglish, skót válogatott labdarúgó
- március 11. – Iraj Danaeifard, iráni válogatott labdarúgó († 2018)
- március 11. – Mohamed Ben Rahím, tunéziai válogatott labdarúgó († 2020)
- március 31. – Simon Dickie, olimpiai bajnok új-zélandi evezős († 2017)
- április 9. – John Teerlinck, amerikai amerikai-futball játékos, Super Bowl-győztes edző († 2020)
- április 11. – Jim Holton, skót válogatott labdarúgó († 1993)
- április 24. – Kovács László, magyar válogatott labdarúgó, kapus († 2017)
- április 29. – Dale Earnhardt, amerikai autóversenyző († 2001)
- május 6. – Zsakszilik Üskempirov, olimpiai és világbajnok szovjet-kazah birkózó († 2020)
- május 20. – Peter Ollerton, angol születésű ausztrál válogatott labdarúgó
- május 23. – Anatolij Jevgenyjevics Karpov szovjet-orosz sakknagymester, sakkvilágbajnok
- május 26. – Oldřich Rott, olimpiai bajnok csehszlovák válogatott cseh labdarúgó
- június 11. – Marijan Beneš, amatőr Európa-bajnok jugoszláv ökölvívó († 2018)
- június 18. – Sax Gyula, nemzetközi sakknagymester, sakkolimpiai bajnok, magyar bajnok († 2014)
- június 26. – Maurits De Schrijver, belga válogatott labdarúgó, hátvéd, edző
- június 28. – Rovnyai János, Európa-bajnok és világbajnoki bronzérmes magyar birkózó, edző
- június 3. – Alekszandr Ivanovics Bodunov, kétszeres világbajnok szovjet válogatott orosz jégkorongozó († 2017)
- június 5. – Gilbert Van Binst, Európa-bajnoki bronzérmes belga labdarúgó, hátvéd, edző
- július 15. – Dušan Herda, Európa-bajnok csehszlovák válogatott szlovák labdarúgó
- július 31. – Evonne Goolagong, ausztrál teniszező
- augusztus 21. – Engelbrecht József, labdarúgó, hátvéd, közéleti személyiség
- augusztus 26. – Tákisz Nikolúdisz, görög válogatott labdarúgó
- augusztus 28. – Flamarion, brazil labdarúgó és edző († 2020)
- szeptember 6. – Ribli Zoltán, nemzetközi sakknagymester, sakkolimpiai bajnok, háromszoros magyar bajnok
- szeptember 7. – Kebede Balcha, világbajnoki ezüstérmes etióp atléta, maratonfutó († 2018)
- szeptember 9. – Szláh Karúí, tunéziai válogatott labdarúgó
- szeptember 10. – Luc Millecamps, Európa-bajnoki ezüstérmes belga labdarúgó
- szeptember 15. – Johan Neeskens, világbajnoki ezüstérmes holland válogatott labdarúgó, középpályás, edző
- szeptember 16.
  - René van de Kerkhof, világbajnoki ezüstérmes holland válogatott labdarúgó
  - Willy van de Kerkhof, világbajnoki ezüstérmes holland válogatott labdarúgó
- szeptember 20. – Miroslav Gajdůšek, Európa-bajnoki bronzérmes csehszlovák válogatott cseh labdarúgó
- október 6. – Manfred Winkelhock, német autóversenyző, Formula–1-es pilóta († 1985)
- október 15. – Roscoe Tanner, amerikai teniszező
- október 23. – David Johnson, angol válogatott labdarúgó
- október 26. – Jorge Socías, chilei válogatott labdarúgó, edző
- november 6. – Michel DeGuise, kanadai jégkorongozó
- november 17. – Jorge Hernández Padrón, olimpiai és világbajnok kubai ökölvívó
- november 23. – Máik Galákosz, görög válogatott labdarúgó, edző
- november 25. – Johnny Rep, világbajnoki ezüstérmes holland válogatott labdarúgó, csatár, edző
- december 10. – Bogusław Zych, világbajnok, olimpiai és Európa-bajnoki bronzérmes lengyel tőrvívó († 1995)
- december 12. – Gerardo Tazzer, olimpiai bronzérmes mexikói lovas, díjugrató
- december 14.
  - Joaquim Moutinho, portugál raliversenyző († 2019)
  - Jan Timman, holland sakknagymester
- december 22. – Prudencio Cardona, kolumbiai profi ökölvívó, olimpikon († 2019)
- december 26. – Žarko Varajić, olimpiai ezüstérmes, Európa-bajnok jugoszláv-szerb kosárlabdázó († 2019)
- december 31. – Mialo Mwape, Kongói Demokratikus Köztársaságbeli válogatott labdarúgó

## Halálozások
- január 6. – Harry Camnitz, World Series bajnok amerikai baseballjátékos (* 1884)
- január 8. – Hamilton Jukes, kanadai-brit olimpiai bronzérmes jégkorongozó (* 1895)
- január 16. – Edith Hannam, olimpiai bajnok brit teniszező (* 1878)
- január 24. – Abelardo Olivier, olimpiai bajnok olasz vívó (* 1877)
- január 26. – Henri Bard, francia válogatott labdarúgó, olimpikon (* 1892)
- február 12. – Claës-Axel Wersäll, olimpiai bajnok svéd tornász (* 1888)
- február 28. – Henry Taylor, olimpiai bajnok brit úszó
- március 20. – Roscoe Coughlin, amerikai baseballjátékos (* 1868)
- március 25.
  - Eddie Collins, World Series-bajnok amerikai baseballjátékos, menedzser, National Baseball Hall of Fame and Museum-tag (* 1887)
  - Dan Daub, amerikai baseballjátékos (* 1868)
  - Mechlovits Zoltán, hatszoros világbajnok asztaliteniszező (* 1891)
- április 29. – Gerald Logan, olimpiai bajnok brit gyeplabdázó (* 1879)
- május 22. – Jacobi Roland, négyszeres világbajnok magyar asztaliteniszező (* 1893)
- május 29. – Maróczy Géza, nemzetközi magyar sakknagymester (* 1870)
- június 4. – Lauritz Wigand-Larsen, olimpiai ezüstérmes norvég tornász (* 1895)
- június 15. – Tilémahosz Karákalosz, olimpiai ezüstérmes görög vívó (* 1866)
- június 21. – Gustave Sandras, olimpiai bajnok francia tornász (* 1872)
- július 19. – Sam Agnew, World Series bajnok amerikai baseballjátékos (* 1887)
- július 29. – Arnold Watson Hutton, argentin válogatott labdarúgó, krikettjátékos, teniszező, vízilabdázó (* 1886)
- augusztus 9. – Joe Evans, World Series bajnok amerikai baseballjátékos (* 1895)
- szeptember 15. – Stig Rønne, olimpiai bajnok dán tornász (* 1887)
- szeptember 28. – Carl Albert Andersen, norvég olimpiai bajnok és ezüstérmes tornász, olimpiai bronzérmes rúdugró (* 1876)
- október 10. – Axel Sjöblom, olimpiai bajnok svéd tornász (* 1882)
- november 6. – Pierre Braine, belga válogatott labdarúgó (* 1900)
- november 8. – Claude Ritchey, amerikai baseballjátékos (* 1873)
- november 18. – Wally Mayer, World Series bajnok amerikai baseballjátékos (* 1890)
- november 25. – Friedrich István, magyar miniszterelnök, válogatott labdarúgó, labdarúgó-játékvezető, sportvezető, gépgyáros (* 1883)
- december 6. – André Gobert, olimpiai bajnok francia teniszező (* 1890)
- december 8. – Bobby Lowe, amerikai baseballjátékos, edző (* 1865)
- december 12. – Harald Bukdahl, olimpiai ezüstérmes dán tornász (* 1884)
- december 21. – Ernie Collett, olimpiai bajnok kanadai jégkorongozó (* 1895)
- december 28. – Nils Opdahl, olimpiai bajnok norvég tornász (* 1882)